# Tehniški muzej Slovenije
Tehniški muzej Slovenije (kratica TMS) je slovenski muzej, namenjen zbiranju, zaščiti in posredovanju slovenske tehniške dediščine. Sedež muzeja je v nekdanjem kartuzijanskem samostanu Bistra v Bistri pri Vrhniki, kjer so na nekaj več kot 6000 m² razstavnih površin na ogled stalne zbirke s področij kmetijstva, prometa, gozdarstva, lesarstva, lovstva, ribištva, tekstila, tiskarstva in elektrotehnike.
Poleg tega sodita v sklop TMS še Muzej pošte in telekomunikacij v Polhovem Gradcu in Javni zavod Bogenšperk, ki na gradu Bogenšperk skrbi za stalno razstavo o Janezu Vajkardu Valvazorju. Za javnost je odprt tudi depo Soteska pri Straži na Dolenjskem, kjer je na ogled zbirka cestnih vozil.
Direktorica muzeja je Barbara Juršič.

## Zgodovina
TMS je bil ustanovljen leta 1951 na predlog Cirila Rekarja z namenom evidentiranja, dokumentiranja, zbiranja, urejanja, hranjenja in zavarovanja tehniško kulturne dediščine, tehniških premičnih spomenikov in znamenitosti na področju Slovenije. Uredba o ustanovitvi TMS je bila objavljena v Uradnem listu LRS, št. 14 z dne 3. 4. 1951 in v Uradnem listu LRS, št. 34 z dne 16. 10. 1951 še pravilnik o ustroju in poslovanju.
Za prvega ravnatelja je bil imenovan Franjo Baš (1952–1963), sledili so mu Marjan Vidmar (1963–1994), Vladimir Vilman (1994–1998), Orest Jarh (1998–2014), Natalija Polenec (2014–2020) in Barbara Juršič (2020–2025), od februarja 2025 pa znova Natalija Polenec. TMS je ob ustanovitvi dobil prve uradne prostore v ljubljanski Kazini na današnjem Kongresnem trgu 1, od leta 1954 do 2014 je bila uprava na Parmovi 33 v Ljubljani in od leta 2014 dalje na Tržaški cesti 2 v Ljubljani.
Prve muzejske zbirke TMS (urejanje in gojenje gozdov, izkoriščanje gozdov, žagarstvo in lesna obrt ter lovstvo) so bile odprte za javnost 25. oktobra 1953 v nekdanjem kartuzijanskem samostanu v Bistri pri Vrhniki.